# 요시타케 하루키
요시타케 하루키(일본어: 吉竹 春樹, 1961년 1월 5일 ~ )는 일본의 전 프로 야구 선수이자 야구 지도자이다. 후쿠오카현 가스가시 출신이며 현역 시절 포지션은 외야수였다.

## 인물

### 선수 시절
후쿠오카현 가스가시에서 태어나 1978년 드래프트 번외로 한신 타이거스에 입단, 프로에 입단할 당시엔 투수였다. 한신에서는 1983년부터 4년 연속으로 100경기 이상 출전해 있었지만 1986년 시즌 종료 후 다오 야스시와의 맞트레이드로 마에다 고지와 함께 세이부 라이온스에 이적했다.
세이부에서는 1년차부터 주전 좌익수 자리를 얻었지만 올스타전에 첫 출전한 직후인 1987년 8월 11일 긴테쓰 버펄로스와의 경기에서 무라카미 다카유키가 때린 좌익수 뜬공을 처리하려고 타구를 쫓았을 때 펜스와 인공 잔디 사이에 오른쪽 다리를 끼며 그대로 넘어지는 부상을 당해 오른쪽 다리 대퇴골 골절이라는 중상을 입었다. 한신 시절에는 기타무라 데루후미와 포지션 자리를 놓고 경쟁할 정도의 라이벌 관계였는데 기타무라는 요시타케를 밀어내듯이 1988년 시즌 도중 세이부에 이적했다.
부상의 영향으로 이듬해 1988년에는 12경기 출전에 그쳤지만 그 해 일본 시리즈에서 선발 출전하는 등 부활의 조짐을 보여 1989년 이후엔 완전히 부활해 아베 오사무, 모리 히로유키, 도마시노 세이지 등과 함께 좌익수 포지션을 놓고 치열하게 경쟁해 준주전급으로서 세이부 황금 시대의 버팀목 역할을 하는 등 1996년 시즌 끝으로 현역에서 은퇴했다.

### 그 후
은퇴 후에는 친정팀 한신에서 코치를 맡았지만, 2008년에 우승을 놓친 책임을 지고 오카다 아키노부 감독과 함께 퇴단했다. 2009년부터는 한신 관리부 과장 2군 담당을 맡았고 2011년부터 2012년까지 2군 감독을 역임했다. 2013년에는 작전 겸 수비 주루 종합 코치를 맡았고 2014년에는 1군 야수 종합 코치를 맡았지만 같은 해 11월 1일 구단에 사의를 표하면서 퇴단했다.
2015년부터 베이스볼 챌린지 리그 팀인 후쿠이 미라클 엘리펀츠의 감독으로 부임하여 2016년까지 맡았다.

## 상세 정보

### 출신 학교
- 규슈 산업대학 부속 규슈 산업고등학교

### 선수 경력
- 한신 타이거스(1979년 ~ 1986년)
- 세이부 라이온스(1987년 ~ 1996년)

### 지도자 경력
- 한신 타이거스 2군 외야 수비 주루 코치(1997년 ~ 2000년, 2003년)
- 한신 타이거스 1군 외야 수비 주루 코치(2001년 ~ 2002년, 2004년 ~ 2006년)
- 한신 타이거스 1군 수석 야수 코치(2007년 ~ 2008년)
- 한신 타이거스 2군 감독(2011년 ~ 2012년)
- 한신 타이거스 1군 작전 수비 주루 코치(2013년)
- 한신 타이거스 1군 야수 종합 코치(2014년)
- 후쿠이 미라클 엘리펀츠 감독(2015년 ~ 2016년)

### 개인 기록

#### 첫 기록
- 첫 출장 : 1981년 4월 8일, 대 히로시마 도요 카프 2차전(히로시마 시민 구장), 8회초에 이케우치 유타카의 대타로서 출장
- 첫 타석 : 상동, 야마네 가즈오 앞에서 범퇴
- 첫 안타 : 1981년 4월 12일, 대 요미우리 자이언츠 3차전(한신 고시엔 구장), 8회말에 아사노 게이시로부터
- 첫 선발 출장 : 1981년 4월 14일, 대 주니치 드래곤스 1차전(한신 고시엔 구장), 2번·좌익수로서 선발 출장
- 첫 타점 : 1981년 6월 9일, 대 요코하마 다이요 웨일스 9차전(한신 고시엔 구장), 5회말에 마에도마리 데쓰아키로부터 결승 적시 2루타
- 첫 도루 : 1981년 9월 6일, 대 야쿠르트 스왈로스 전(메이지 진구 야구장)
- 첫 홈런 : 1983년 5월 14일, 대 요코하마 다이요 웨일스 6차전(한신 고시엔 구장), 8회말에 사오토메 유타카로부터 우월 3점 홈런

#### 기록 달성 경력
- 통산 1000경기 출장 : 1994년 4월 13일, 대 후쿠오카 다이에 호크스 2차전(후쿠오카 돔), 2번·우익수로서 선발 출장 ※역대 316번째

#### 기타
- 올스타전 출장 : 1회(1987년)

### 등번호
- 53(1979년 ~ 1983년)
- 8(1984년 ~ 1986년)
- 2(1987년 ~ 1996년)
- 82(1997년 ~ 1998년, 2015년 ~ 2016년)
- 76(1999년 ~ 2008년)
- 74(2011년 ~ 2014년)

### 연도별 타격 성적
| 연 도       | 소 속       | 경 기 | 타 석 | 타 수 | 득 점 | 안 타 | 2 루 타 | 3 루 타 | 홈 런 | 루 타 | 타 점 | 도 루 | 도 루 자 | 희 생 번 | 희 생 플 | 볼 넷 | 고 4 | 사 구 | 삼 진 | 병 살 타 | 타 율 | 출 루 율 | 장 타 율 | O P S |
| ----------- | ----------- | ----- | ----- | ----- | ----- | ----- | ------- | ------- | ----- | ----- | ----- | ----- | -------- | -------- | -------- | ----- | ---- | ----- | ----- | -------- | ----- | -------- | -------- | ----- |
| 1981년      | 한신        | 81    | 103   | 86    | 16    | 16    | 4       | 0       | 0     | 20    | 2     | 1     | 2        | 5        | 1        | 9     | 0    | 2     | 21    | 1        | .186  | .276     | .233     | .508  |
| 1982년      | 한신        | 43    | 43    | 39    | 5     | 9     | 1       | 0       | 0     | 10    | 5     | 2     | 2        | 2        | 0        | 1     | 0    | 1     | 9     | 1        | .231  | .268     | .256     | .525  |
| 1983년      | 한신        | 106   | 226   | 212   | 31    | 70    | 13      | 0       | 5     | 98    | 19    | 5     | 4        | 3        | 0        | 10    | 0    | 1     | 31    | 3        | .330  | .363     | .462     | .825  |
| 1984년      | 한신        | 119   | 340   | 304   | 44    | 79    | 11      | 2       | 6     | 112   | 27    | 16    | 4        | 5        | 4        | 24    | 1    | 3     | 51    | 9        | .260  | .316     | .368     | .685  |
| 1985년      | 한신        | 118   | 211   | 186   | 41    | 46    | 11      | 2       | 2     | 67    | 16    | 7     | 3        | 11       | 0        | 13    | 0    | 1     | 35    | 3        | .247  | .300     | .360     | .660  |
| 1986년      | 한신        | 117   | 237   | 216   | 33    | 51    | 11      | 1       | 6     | 82    | 24    | 9     | 2        | 16       | 0        | 4     | 0    | 1     | 49    | 2        | .236  | .253     | .380     | .633  |
| 1987년      | 세이부      | 77    | 222   | 200   | 23    | 53    | 3       | 0       | 5     | 71    | 16    | 4     | 6        | 14       | 1        | 6     | 0    | 1     | 35    | 4        | .265  | .288     | .355     | .643  |
| 1988년      | 세이부      | 12    | 19    | 18    | 0     | 3     | 0       | 0       | 0     | 3     | 0     | 0     | 0        | 0        | 0        | 1     | 0    | 0     | 3     | 1        | .167  | .211     | .167     | .377  |
| 1989년      | 세이부      | 98    | 290   | 242   | 42    | 76    | 14      | 1       | 3     | 101   | 28    | 5     | 5        | 13       | 4        | 30    | 1    | 0     | 31    | 5        | .314  | .384     | .417     | .801  |
| 1990년      | 세이부      | 75    | 144   | 123   | 17    | 32    | 6       | 0       | 1     | 41    | 10    | 3     | 2        | 6        | 0        | 14    | 0    | 1     | 20    | 2        | .260  | .341     | .333     | .674  |
| 1991년      | 세이부      | 108   | 206   | 180   | 25    | 46    | 10      | 1       | 2     | 64    | 16    | 4     | 1        | 6        | 1        | 18    | 2    | 1     | 20    | 1        | .256  | .325     | .356     | .681  |
| 1992년      | 세이부      | 19    | 24    | 21    | 2     | 3     | 0       | 0       | 0     | 3     | 2     | 0     | 0        | 1        | 0        | 2     | 0    | 0     | 9     | 0        | .143  | .217     | .143     | .360  |
| 1993년      | 세이부      | 23    | 43    | 38    | 0     | 8     | 1       | 0       | 0     | 9     | 1     | 3     | 1        | 4        | 0        | 1     | 0    | 0     | 9     | 0        | .211  | .231     | .237     | .468  |
| 1994년      | 세이부      | 101   | 262   | 214   | 40    | 52    | 5       | 2       | 4     | 73    | 21    | 9     | 1        | 16       | 1        | 31    | 0    | 0     | 48    | 1        | .243  | .337     | .341     | .679  |
| 1995년      | 세이부      | 31    | 46    | 37    | 5     | 9     | 3       | 0       | 0     | 12    | 2     | 0     | 0        | 0        | 0        | 9     | 0    | 0     | 8     | 0        | .243  | .391     | .324     | .716  |
| 통산 : 15년 | 통산 : 15년 | 1128  | 2416  | 2116  | 324   | 553   | 93      | 9       | 34    | 766   | 189   | 68    | 33       | 102      | 12       | 173   | 4    | 12    | 379   | 33       | .261  | .319     | .362     | .681  |